# Grupo Feldhues
A Feldhues Fun Foods GmbH é uma empresa e fornecedora alemã-irlandesa de processamento de carne.
Eles fabricam e vendem sanduíches de carne e queijos fatiados que contêm imagens impressas, e produtos personalizados podem ser solicitados.

## História
Eles foram fundados na década de 1960 por Bernhard Feldhues, que criou o maquinário. Eles abriram em Metelen em 1978. Billy Roll foi apresentado em 1986 na IFFA em Frankfurt e Billy Bear foi lançado depois. Happy Tractor e Happy Fox foram lançados em 2017. Seus produtos são criados em sua filial Monaghan na Irlanda .
Em 2005, a empresa com sede em Dublin, Greencore comprou a empresa e sua filial irlandesa, embora não fosse essencial para eles. O maquinário utilizado pela empresa foi posteriormente leiloado.
Fotos de seus produtos se tornaram populares online e no Reddit . Eles são chamados de "carnes de rosto" e Billy Roll foi apelidado de "palhaço de carne".